# Hannsheinz Bauer
Hannsheinz Bauer (Wunsiedel, Baviera, Imperio alemán, 28 de marzo de 1909-Wurzburgo, Baviera, Alemania, 18 de julio de 2005) fue un político alemán que fue miembro del Consejo Parlamentario, la comisión que redactó la Ley Fundamental para la República Federal de Alemania, de la Asamblea Constituyente del Land (estado federado) de Baviera, del Bundestag, el Parlamento federal de Alemania, y de la Asamblea Parlamentaria del Consejo de Europa.

## Biografía
Hannsheinz Bauer fue hijo de un profesor de Gymnasium de convicciones liberales. De 1928 a 1933 estudió Derecho, pero no pudo terminar sus estudios porque era de origen judío. Entonces estuvo de aprendiz en un banco y en 1936 trabajó comerciando con coches.
En 1939 Bauer fue puesto en arresto preventivo y acusado ante un tribunal especial. De 1940 a 1944 fue soldado de la marina alemana y de 1944 a 1945, prisionero de guerra en Estados Unidos (durante 13 meses). En febrero de 1946 se convirtió en ejecutivo en el ayuntamiento de Wurzburgo, pero pronto se dedicó exclusivamente a la política. En 1946 fue miembro de la Asamblea Constituyente de Baviera. También fue miembro del Parlamento Regional Bávaro (de 1946 a 1953).
Bauer fue miembro del Consejo Parlamentario, la comisión que redactó la Ley Fundamental para la República Federal de Alemania y que se reunió por primera vez el 1 de septiembre de 1948.
De 1953 a 1972 Bauer fue miembro del Bundestag, el Parlamento alemán. Murió el 18 de julio de 2005 en Wurzburgo. Después de su muerte, en 2007, se supo que había trabajado para la Stasi.